# Leopold Kunschak

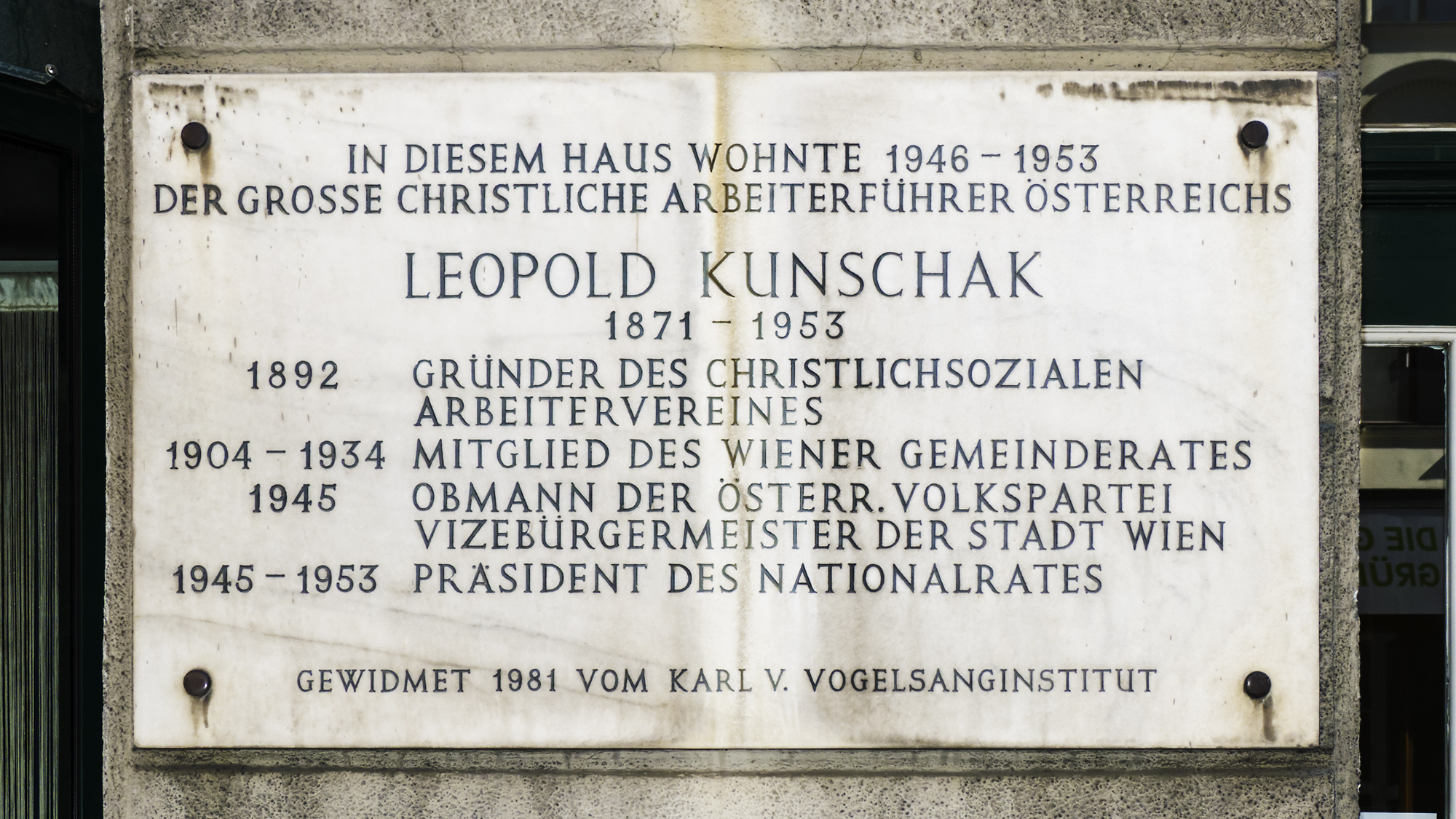
Gedenktafel am Haus Hernalser Hauptstraße 54

Leopold Kunschak (* 11. November 1871 in Wien; † 13. März 1953 ebenda) war ein österreichischer Politiker (CS/VF/ÖVP).

## Leben
Leopold Kunschak war der Sohn eines Fuhrwerksunternehmers. Er musste schon als Kind in Heimarbeit Dochte in Wachskerzen einziehen. Der Vater hatte finanzielles Unglück gehabt und war früh gestorben, so musste die Mutter ihn und seine Geschwister als Wäscherin alleine durchbringen. Zuerst begann Kunschak eine Lehre als Schriftsetzer, wechselte jedoch aus gesundheitlichen Gründen zum Sattlergewerbe. Er fand in der Simmeringer Waggonfabrik als Industriesattler Arbeit. Im Jahr 1889 kam er zum ersten Mal als Unbeteiligter mit einem Streik – dem der Wiener Tramwaybediensteten – in Berührung. Dieses Ereignis, bei dem er auch verhaftet wurde, weckte sein Interesse für soziale Fragen. Kunschak gründete 1892 den Christlichsozialen Arbeiterverein, durfte selbst seinem Verein vorerst gar nicht beitreten, da er noch nicht das gesetzlich geforderte Beitrittsalter von 24 Jahren hatte. Großjährig übernahm er 1895 dessen Leitung und war von 1897 bis 1934 Obmann des Vereins. Ab 1. Jänner 1896 erschien die von Kunschak gegründete und bis 1928 redigierte Christlich-sociale Arbeiter-Zeitung (bis 1900 unter dem Titel Freiheit).
Leopold Kunschaks Bruder Paul erschoss am 11. Februar 1913 den sozialdemokratischen Reichsratsabgeordneten Franz Schuhmeier. Das Todesurteil im nachfolgenden Prozess wurde später in 20 Jahre Kerkerhaft umgewandelt und Paul Kunschak wurde 1918 bei der allgemeinen politischen Amnestie nach dem Ersten Weltkrieg begnadigt. Nach dem Begräbnis des Abgeordneten Schuhmeier erhielt die Polizeidirektion in Wien von der Polizei München die telegraphische Mitteilung, dass der Tischlergehilfe Franz Freiberger nach Wien abgereist sei, um, wie er sich geäußert hatte, den Tod Schuhmeiers zu rächen und Leopold Kunschak, den Bruder des Mörders, zu töten. Nach Einlangen der Verständigung wurden Streifungen in ganz Wien vorgenommen; eine Verständigung ging auch unverzüglich an Bürgermeister Weiskirchner und an Leopold Kunschak ab, dessen Haus unter polizeiliche Bewachung gestellt wurde. Noch im Laufe der Nacht ermittelte die Polizei den Aufenthaltsort Freibergers, der in einem kleinen Gasthaus das Abendessen eingenommen und sich in das Männerheim in der Meldemannstraße begeben hatte. Um die Nachtruhe nicht zu stören, erfolgte seine Festnahme erst in den Morgenstunden. Bei der körperlichen Durchsuchung Freibergers wurde ein Revolver gefunden, der mit zwei Patronen geladen war; ferner fand man beim Verdächtigen auch eine dreikantige, scharf zugespitzte Feile, die er für den Fall, dass der Revolver versagen sollte, als Stichwaffe zum Einsatz bringen wollte.
Leopold Kunschak hatte verschiedene politische Funktionen inne:
- 1904–1934 Mitglied des Wiener Gemeinderats
- 1907–1911 Reichsratsabgeordneter
- 1913–1919 Landesausschussmitglied in Niederösterreich
- 1919–1920 Mitglied der Konstituierenden Nationalversammlung
- 1920–1934 Abgeordneter zum Nationalrat
- 1920–1921 Obmann der christlichsozialen Reichsparteileitung
- 1921–1932 Obmann der christlichsozialen Landesparteileitung Wien[4]
- 1934–1938 Mitglied des Staatsrates[1]

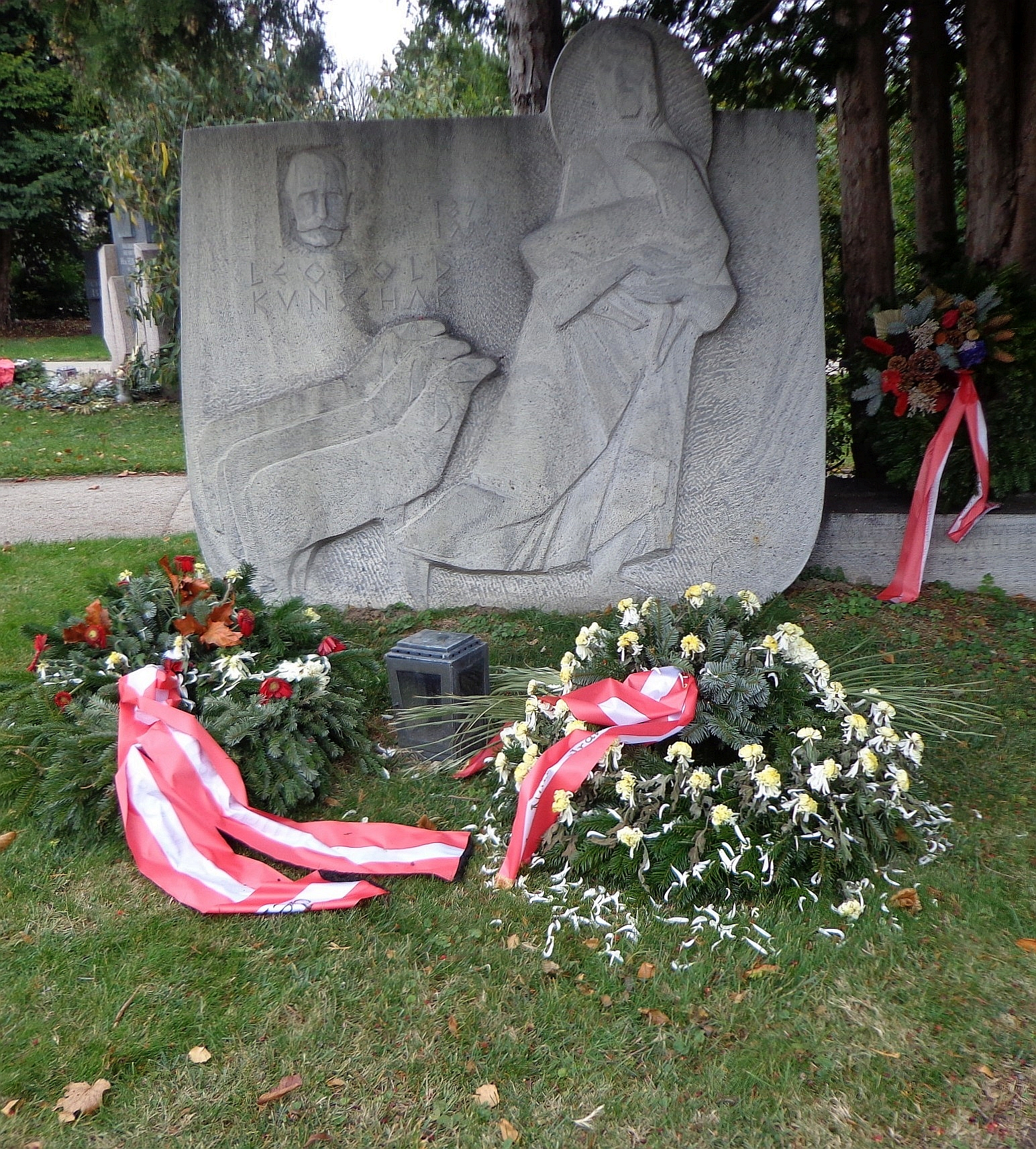
Wiener Zentralfriedhof – Ehrengrab von Leopold Kunschak

Aufgrund seiner demokratischen Einstellung war Kunschak ein Gegner der Heimwehr und von Engelbert Dollfuß. Weil er mit Dollfuß’ Kurs zur Einrichtung einer autoritären Verfassung nicht einverstanden war, schied er 1933 aus der Parteileitung aus. Er war auch gemeinsam mit Johann Staud der wichtigste politische Exponent des Freiheitsbundes und trat während der Februarkämpfe 1934 als Vermittler zwischen den Parteien auf. Im autoritären Ständestaat gehörte er dem Staatsrat an und arbeitete ab 1935 in der Sozialen Arbeitsgemeinschaft, einer Organisation, mit der die Arbeiterschaft für die Vaterländische Front gewonnen werden sollte.
Nach dem „Anschluss Österreichs“ an den NS-Staat im März 1938 wurde Kunschak seiner Ämter enthoben und für zwei Monate inhaftiert. Nach seiner Entlassung wurde er polizeilich überwacht, 1944 wurde er erneut verhaftet.
Nach dem Zweiten Weltkrieg unterzeichnete er am 27. April 1945 gemeinsam mit Karl Renner, Adolf Schärf und Johann Koplenig die Österreichische Unabhängigkeitserklärung. Ab 1945 war er wieder Mitglied des Wiener Gemeinderates, von 1945 bis 1946 auch Vizebürgermeister. Auch an der Gründung des ÖAAB und der ÖVP beteiligte er sich. Von 1945 bis zu seinem Tod amtierte er als Präsident des Nationalrates; er starb fünf Tage vor Ablauf seiner Amtsperiode.
Kunschak wurde auf dem Wiener Zentralfriedhof in einem Ehrengrab bestattet.

## Antisemitismus
Kunschak, den mit Bürgermeister Lueger eine enge Freundschaft verband, trat als Antisemit in Erscheinung. So geißelte er die „judenliberale Presse“ und sah die christlich-sozialen Arbeiter von jüdischen Arbeitgebern gefährdet.
Bereits 1919 hatte er einen Gesetzentwurf über „Die Rechtsverhältnisse der Jüdischen Nation“ entwickelt, aber auf Anraten seines Parteiobmanns Ignaz Seipel nicht veröffentlicht. 1936 publizierte Kunschak in einer Zeitschrift des Reichsverbandes christlicher Arbeitervereine Österreichs einen ähnlichen Entwurf, der einen „Judenkataster“, eigene Schulen sowie Zugangsbeschränkungen für Juden zu den Universitäten und zum öffentlichen Dienst vorsah. Beim Hauptappell des Freiheitsbundes am 15. März 1936 sagte Kunschak:

„Entweder löst man die Judenfrage rechtzeitig nach den Eingebungen der Vernunft und Menschlichkeit, oder sie wird gelöst werden in der Form des vernunftlosen Tieres, in der es seinen Feind angeht, in Formen wildgewordenen und unbändigen Instinkts.“

Die 2013 in der Kritik an Kunschak wiederholte Behauptung, Kunschak habe sich auch nach der NS-Zeit öffentlich als Antisemiten bezeichnet, basierte auf einem Text im Zürcher Israelitischen Wochenblatt am 7. Dezember 1945. Als Replik darauf wurde 2013 angeführt, das angebliche Bekenntnis Kunschaks sei 1945 in keiner österreichischen Tageszeitung erwähnt worden und scheine auch in den damals sehr detaillierten Polizeiberichten nicht auf. Der auf 1945 bezogene Vorwurf sei daher nicht aufrechtzuerhalten; dieser Auffassung wurde stark widersprochen. Im März 2023 wurde bekannt, dass es ein weiterer Beleg für Kunschaks Antisemitismus nach dem Zweiten Weltkrieg existiert. Im Archiv der Jerusalemer Holocaust-Gedenkstätte Yad Vashem fand der Historiker Florian Wenninger einen Bericht des World Jewish Congress. Zwei Mitarbeitern gegenüber erklärte der ÖVP-Politiker demnach, er „war immer Antisemit, aber niemals Rassenantisemit“.
In einigen Biografien, wie jener von Franz Stamprech, wird der Aspekt von Kunschaks Antisemitismus ausgeblendet.

## Ehrungen
- Leopold Kunschak war Ehrenmitglied der KaV Norica Wien im CV, heute ÖCV[10].
- Seit 1965 wird jährlich am 13. März von der ÖVP der Leopold-Kunschak-Preis verliehen.
- 1946 wurde er anlässlich seines 75. Geburtstags vom Wiener Gemeinderat einstimmig zum Ehrenbürger Wiens ernannt und war damit der Erste im wiedererstandenen Österreich, der derart gewürdigt wurde.[11]
- Eine Wohnanlage wurde 1950 nach ihm benannt: Leopold-Kunschak-Hof (11., Simmeringer Hauptstraße 116–118).
- 1951 war er einer der Preisträger des Karl-Renner-Preises.[12][13]
- Im Jahr 1971 wurde in Wien-Hernals (17. Bezirk) der Leopold-Kunschak-Platz nach ihm benannt.
- 1978 wurde anlässlich seines Todestages mit einer Briefmarke seiner gedacht.[14]

Benennungen von Straßen und Gassen
(Quelle: )
- Aschbach-Markt – Kunschakstraße
- Bruck an der Leitha – Leopold Kunschak-Straße
- Deutsch-Wagram – Leopold Kunschak-Gasse
- St. Pölten/St. Georgen am Steinfelde – Leopold Kunschak-Straße
- Gerasdorf bei Wien – Leopold Kunschak-Gasse
- Günselsdorf – Kunschakstraße
- Ober-Grafendorf – Leopold Kunschak-Straße
- Perchtoldsdorf – Leopold Kunschak-Gasse
- Stockerau – Leopold Kunschak-Gasse
- Zistersdorf – Leopold Kunschak-Gasse

## Schriften
- Arbeiterfrage und Christentum, 1905
- Volkstum und Arbeiterschaft, 1928
- Österreich 1918–34, 1934
- Steinchen vom Wege, 1937